# 銭大昕
銭 大昕（せん たいきん、雍正6年1月7日（1728年2月16日） - 嘉慶9年10月20日（1804年11月21日））は、中国清代の考証学者。字は「暁徴」。号は「辛楣」、晩年は「竹汀居士」・「潜研老人」と号した。

## 経歴
1728年、太倉州嘉定県の出身。蘇州の紫陽学院に学び、1751年の乾隆帝南巡にあたり、召試によって挙人を賜り、内閣中書に任用される。1754年に進士となり、翰林院の官を歴任して事府小事まで出世する。その間、郷試の主考官、会試の同考官をたびたび務めた。1775年、広東学政の任にあたるが、父の喪にあって帰郷したまま引退し、没するまでの30年間、鍾山・婁東の書院と紫陽書院に継続して院長を務め、後進を育成した。

## 学問
若い頃に西洋の数学・天文学を学んで中国古代の暦算学を研究した『三統術衍』を著し、その他に哲学・経学・史学・地理・文字音韻・金石・詩文の諸分野に精通したばかりでなく、官界生活を清廉潔白に過ごし早くに帰郷したことを、阮元が九つの難事を成し遂げた人として称えている。翰林院在職中は『続文献通考』『大清一統志』をはじめとして多くの勅撰書の編集を任されていることは、その造詣の深さを示す。恵棟があまりに古代に執着した弊害と、戴震の史学的視野を欠くことを意識し、それらの欠点を絶えず補正していた。『二十二史考異（二十二史攷異）』『潜研堂金石文跋尾』は清朝史学の方法を確立。『詩集』20巻により詩人としても知られた。

## 家族・親族
- 妻は王鳴盛の妹。

## 主要な著作
『潜研堂全書』に著述が集成されている。
- 二十二史考異（100巻）- 『史記』から『元史』までを校訂した著作。
- 十賀斎養新録（20巻）、余録（3巻）- 顧炎武『日知録』の形式にならって考証をまとめたもの。
- 恒言録（6巻）- 当時の日常語（俗語）について考証したもの。
- 潜研堂文集（50巻）、詩集（10巻）、続詩集（10巻）